# Kreditereignis
Ein Kreditereignis (englisch Credit Event) ist allgemein im Kreditwesen ein bestimmtes Ereignis, durch das ein Kreditnehmer den Schuldendienst aus der Gewährung von Krediten nicht, nicht vollständig oder verspätet erfüllt. Speziell im Kreditderivatehandel wird durch ein Kreditereignis eine Zahlungspflicht des Sicherungsgebers gegenüber dem Sicherungsnehmer aus denselben Gründen ausgelöst. Pendant im Versicherungswesen ist das Schadensereignis. Im Bankwesen ist das Kreditereignis ein Ereignis, bei dem der Kreditnehmer eines Kredits oder der Schuldner einer Anleihe den Schuldendienst nicht, nicht vollständig oder verspätet leistet oder eine Restrukturierung oder Umschuldung stattfindet. Das Kreditereignis ist auf Anleihen, Kredite jeder Art und Kreditderivate anwendbar, sofern es in den Anleihebedingungen, Kreditbedingungen und Kreditderivats-Verträgen genau definiert ist. Es handelt sich rechtlich um einen Schuldnerverzug (englisch default).
Zwei im Risikomanagement verwendete Vertragsklauseln, die in Anleihebedingungen und Kreditverträgen verwendet werden, sind die Default-Klausel und die Cross-Default-Klausel, die sich mit bestimmten Kreditereignissen decken. Diese Klauseln stellen einen Unterfall der Lehre vom Wegfall der Geschäftsgrundlage dar, wonach die Vertragsparteien von keiner Änderung der äußeren Umstände ausgehen, die für den Vollzug eines Vertrages entscheidend sind. Danach wird die Gültigkeit eines Vertrages von den bei Vertragsabschluss vorhandenen gemeinsamen Vorstellungen beider Vertragsparteien über den künftigen Eintritt gewisser Umstände abhängig gemacht (siehe Clausula rebus sic stantibus). Seit Januar 2002 ist die „Störung der Geschäftsgrundlage“ in § 313 Abs. 1 BGB enthalten, die vorliegt, wenn nach Vertragsabschluss schwerwiegende Umstände eintreten, die ein Festhalten am Vertrag mindestens einem Vertragspartner unmöglich machen.
Bei Versicherungsverträgen wird das Schadensereignis genau definiert, damit der Versicherungsnehmer bei Eintritt eines Ereignisses entscheiden kann, ob ein Versicherungsfall (Schadensfall) vorliegt und die vereinbarte Versicherungsleistung vom Versicherer zu erbringen ist. Ähnlich wirken im Bankwesen die Covenants, die eine Kreditkündigung durch den Kreditgeber bei Krediten oder den Gläubiger bei Anleihen auslösen, falls ein bestimmtes, im Kreditvertrag oder den Anleihebedingungen genau definiertes Ereignis beim Schuldner oder sonst wie eintritt.

## Rechtsfragen
Es kommt bei der Formulierung eines Kreditereignisses auf eine möglichst umfassende Aufzählung an, da nach dem Enumerationsprinzip der Eintritt nicht aufgezählter Ereignisse unter Umständen keine Zahlungspflichten auslösen kann. Nicht aufgezählte Ereignisse stellen nämlich kein Kreditereignis dar, wenn einschränkende Vertragsformulierungen wie „nur“ oder „ausschließlich“ verwendet werden. Dann hängt die Zahlungspflicht aus dem Kreditderivat / Kreditvertrag direkt vom Eintritt des vertraglich konkret erwähnten Kreditereignisses ab. Werden jedoch extensive Formulierungen wie „insbesondere“ genutzt, ist eine Erweiterung der aufgezählten Ereignisse im Wege der Vertragsauslegung denkbar. Bei Verträgen nach englischem oder US-amerikanischem Recht ist eine eindeutige Definition und eine unabhängige Überprüfbarkeit dieses Ereignisses im Rahmen des case law üblich, weil grundsätzlich alle erdenklichen Tatsachen erwähnt werden müssen. Insbesondere beim Credit Default Swap ist die Definition eines Kreditereignisses von wesentlicher Bedeutung, da bei dessen Eintritt der Sicherungsgeber beim festgelegten Referenzaktivum/-portfolio dem Sicherungsnehmer eine Ausgleichszahlung zu leisten hat. Es sind deshalb eindeutige, nicht auslegbare Definitionen erforderlich, um feststellen zu können, ob ein Kreditereignis eingetreten ist oder nicht.
Diese Formulierungsgrundsätze können in der Vertragspraxis nur bei Kreditverträgen und Anleihebedingungen berücksichtigt werden. Die Vertragsstandards der Loan Market Association beinhalten bereits Vorschläge für Covenants und Kreditereignisse, die jedoch modifizierbar sind. Bei Derivaten hat die ISDA hingegen einheitliche Standardformulierungen vorgegeben, die von den Vertragsparteien nicht änderbar sind und hingenommen werden müssen.
Die in allen EU-Mitgliedstaaten geltende Kapitaladäquanzverordnung (CRR) erhebt zwar das Kreditereignis zum Rechtsbegriff, nimmt jedoch keine Legaldefinition vor. Aus dem Kontext ist jedoch zu entnehmen, dass das Kreditereignis im Zusammenhang mit dem Forderungsausfall einer Zahlung zu sehen ist (etwa Art. 153 Abs. 8 CRR).

## Arten von Kreditereignissen
Die International Swaps and Derivatives Association (ISDA) hat – fokussiert auf Kreditderivate – folgende Kreditereignisse abschließend definiert, die auch allgemein auf das Kreditrisiko im Kreditvertrag oder in den Anleihebedingungen angewandt werden können:
| Kreditereignis                   | deutsch                                | Definition |
| -------------------------------- | -------------------------------------- | --- |
| englisch bankruptcy, insolvency  | Insolvenz                              | der Schuldner hat Insolvenz angemeldet und ist daher zahlungsunfähig |
| englisch failure-to-pay          | Zahlungsausfall                        | es liegt zwar noch keine offizielle Insolvenz vor, doch ist der Schuldner nicht in der Lage, seine fälligen Schulden in einer bestimmten Mindesthöhe zu begleichen (Zahlungsausfall; englisch default)                                                                       |
| englisch obligation acceleration | vorzeitige Fälligstellung von Schulden | es tritt ein Kreditereignis bei einer anderen Verbindlichkeit des Schuldners auf, so dass die Cross-Default-Klausel zur Beschleunigung der Tilgung führen soll |
| englisch obligation default      | vorzeitige Fälligstellung von Schulden | wenn sich die Bonität des Schuldners durch Ratingverschlechterung (englisch downgrading) verschlechtert und die Default-Klausel zur Kreditkündigung führt |
| englisch repudiation             | Vertragsverletzung                     | liegt bei Nichterfüllung der Anleihebedingungen oder der Kreditbedingungen durch den Schuldner vor, was insbesondere bei Nichteinhaltung der Covenants gilt |
| englisch moratorium              | Moratorium oder Zahlungsaufschub       | Vereinbarung zwischen Gläubiger und Schuldner über den befristeten Aufschub fälliger Zahlungen |
| englisch restructuring           | Umschuldung oder Restrukturierung      | Die Umschuldung muss eine Veränderung in der Verschuldungsstruktur des Schuldners zu Lasten eines Gläubigers beinhalten, was durch Verringerung des Schuldendienstes, Stundungen, Vorrangseinräumung anderer Schulden oder Konversion in eine andere Währung geschehen kann. |

Was genau als Umschuldung in der Kautelarpraxis gilt, kann nicht allgemeingültig vorherbestimmt werden, weshalb dieser Grund oft nicht als Kreditereignis definiert wird. So ist beispielsweise eine Schuldenkonsolidierung bei einem bestimmten Zinsniveau sinnvoll, ohne dass beim Schuldner eine Unternehmenskrise vorliegen muss. Es macht daher keinen Sinn, eine derartige Konsolidierung als Kreditereignis anzusehen. Deshalb wird Umschuldung bei einem Kreditvertrag oder Covenants meist nicht als Kreditereignis aufgezählt.
Kommt auch nur eine dieser Arten bei einem Schuldner vor, so löst sie ein Kreditereignis aus (englisch trigger). Nach den Anleihe- oder Kreditbedingungen ist der Gläubiger verpflichtet, eine Kündigung bzw. Kreditkündigung auszusprechen. Beim Kreditderivat, insbesondere dem Credit Default Swap (CDS), löst das Kreditereignis die Zahlungspflicht des Sicherungsgebers gegenüber dem Sicherungsnehmer aus. Die Überprüfung, ob ein eingetretenes Ereignis oder eine vorhandene Tatsache unter ein vertraglich definiertes Ereignis subsumiert werden kann, wird vom ISDA Determinations Committee bei Kreditderivaten durch Mehrheitsbeschluss (80 %) vorgenommen. Die Entscheidung ist für beide Vertragspartner bindend.
Die im ISDA Determinations Committee vertretenen Mitglieder können einem Interessenkonflikt unterliegen, wenn die hierin vertretenen Finanzinstitute selbst von den Entscheidungen des Gremiums betroffen sind.

## Rating
Neben den oben spezifizierten, ausfallbezogenen Kreditereignissen kann auch ein sich verschlechterndes Rating durch eine Ratingagentur (ratingbezogenes Kreditereignis) hinzukommen. Diese Kreditereignisse können in Kreditverträgen als Covenants berücksichtigt werden. So genannte Strike-levels sind Ober- oder Untergrenzen, die im Falle von Rating- oder Spread-Veränderungen definiert werden. Tritt mindestens eines der Kreditereignisse ein, löst dies eine Zahlung des Sicherheitengebers oder Kündigung des Kreditgebers aus. Die Change-of-Control-Klausel soll in Kreditverträgen oder Anleihebedingungen verhindern, dass ein wesentlicher Gesellschafterwechsel beim Kreditnehmer stattfindet, der die Geschäftsgrundlage verändert.

## Umschuldung / Restrukturierung des Schuldners Griechenland
Umschuldung (etwa eine einfache Konsolidierung von kurzfristigen in langfristige Schulden) kann bereits ein Kreditereignis darstellen, wenn eine entsprechende Abrede in den Kreditverträgen oder Anleihebedingungen enthalten ist. Das gilt erst recht für einen Schuldenerlass, weil der hiermit verbundene „haircut“ (prozentualer Forderungsverzicht der Gläubiger) gegen die vereinbarten Kreditbedingungen verstößt. Auch der Tatbestand der Restrukturierung sollte als Kreditereignis zur Berücksichtigung der risikomindernden Effekte eines Kreditderivats nach Art. 216, 213 CRR in einen Derivatevertrag aufgenommen werden.
Während der Griechenland-Krise im Juli 2011 kam in den Medien die Frage auf, ob für Credit Default Swaps (CDS) mit Griechenland-Anleihen als Referenzaktivum der Schuldenerlass (englisch haircut) von 50 % auf griechische Staatsanleihen bereits ein Kreditereignis darstellt. CDS auf Griechenland gehören zu den so genannten „Standard Western European Sovereign-CDS“, mit denen Ausfallrisiken auf europäische Staaten abgesichert werden können. Für diese ist das Kreditereignis „Restructuring“ als Eintritt eines der folgenden Ereignisse definiert:
- der Zinssatz oder der Rückzahlungsbetrag wird verringert,
- es kommt zu einer Verspätung der Zins- oder Rückzahlung einer Anleihe,
- zum Nachteil der ausstehenden Staatsanleihen werden vorrangige Staatsanleihen emittiert,
- die Währung der Anleihen wird in eine nicht G-7 oder nicht AAA geratete Währung geändert.

Das ISDA Determination Committee befasst sich nur auf Antrag mit der Entscheidung über ein Kreditereignis. Es wurde jedoch kein Antrag eingereicht. Entsprechend wurde kein Kreditereignis festgestellt. Auch das Einreichen eines Antrags hätte keinen Erfolg gehabt, wie der Syndicus der ISDA in einem Interview darlegte, da ein freiwilliger Schuldenaustausch nicht die Bedingungen eines Kreditereignisses erfüllen würde. Unerheblich für die Bestimmung des Kreditereignisses im Sinne eines CDS ist ebenfalls die Meinung der Ratingagenturen, die den Schuldenerlass durch Kreditinstitute als Kreditereignis eingestuft hatten, weil die Agenturen nicht selbst Kreditgeber und Vertragsbeteiligte seien und ihre Einstufung nicht auf rechtlichen Grundlagen beruhe.
Am 10. März 2012 hat das ISDA Determinations Committee dann doch entschieden, die vorangegangene Umschuldungsaktion Griechenlands trotz einer hohen freiwilligen Beteiligungsquote als Kreditereignis einzustufen. Begründet wird dies mit der Verabschiedung eines griechischen Gesetzes, welches der griechischen Regierung das Recht gibt, die Rechte der Anleiheinhaber von griechischen Staatspapieren auf Erhalt von Zahlungen aus den Papieren zu begrenzen. Grund für die Verabschiedung des Gesetzes war, dass nur 83,5 % – statt der erforderlichen 90 % – der privaten Anleihegläubiger mit einem Schuldenschnitt einverstanden waren und deshalb die für diesen Fall vorgesehenen gesetzlichen Umschuldungsklauseln in Kraft treten.